# グラマン ガルフストリーム II

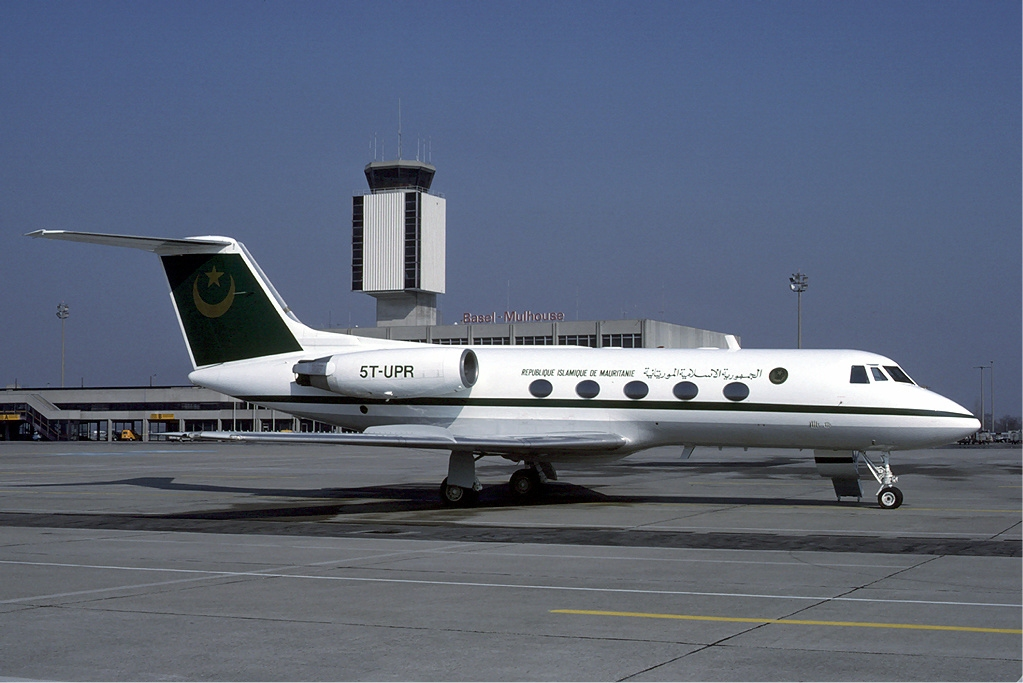
グラマン ガルフストリーム II

グラマン ガルフストリーム IIは、アメリカ合衆国のグラマン社が開発・製造したビジネスジェット機。

## 概要
グラマンでは初めてのビジネスジェット機であり、ターボプロップ機のガルフストリーム Iを大幅改良し、ジェット化した機体である。
1966年に初飛行し、1979年までに258機が製造された。アメリカ陸軍ではC-11として、アメリカ沿岸警備隊にもVC-11Aの名称で1機が採用されている。アメリカ航空宇宙局では、スペースシャトルオービタの飛行特性に習熟するため、シャトル訓練機のベースとして利用されている。
日本では運輸省航空局飛行検査機 (JA8431) として1機を採用し、ダイヤモンドエアサービス株式会社で運用されていたが、2020年4月8日付けで登録抹消され、機体は解体された。機体の前方部分については、茨城県筑西市にある「ザ・ヒロサワ・シティ」内の科博廣澤航空博物館にて展示公開される予定である。
機体は、ジェットエンジンを胴体後部左右に持ち（リアエンジン）、T字尾翼を有する。主翼は低翼配置で後退翼となっている。

## 採用国（軍/政府機関）
ガボン
 日本
 リビア
 モロッコ
モロッコ空軍 - 退役済み。
 モーリタニア
 ナイジェリア
 オマーン
 パナマ
 ベネズエラ
 アメリカ合衆国

## 要目
- 全長：24.36m
- 全幅：20.98m
- 全高：7.47m
- 自重：16.576t
- 総重量：29.771t
- エンジン：ロールス・ロイス スペイ 511-8 ターボファンエンジン（推力51kN）2基
- 乗員：2名
- 乗客：最大19名
- 最大速度：936km/h=M0.76
- 航続距離：6,635km